# Hesperantha quadrangula
Hesperantha quadrangula är en irisväxtart som beskrevs av Peter Goldblatt. Hesperantha quadrangula ingår i släktet Hesperantha och familjen irisväxter. Inga underarter finns listade i Catalogue of Life.